# Vårby gård

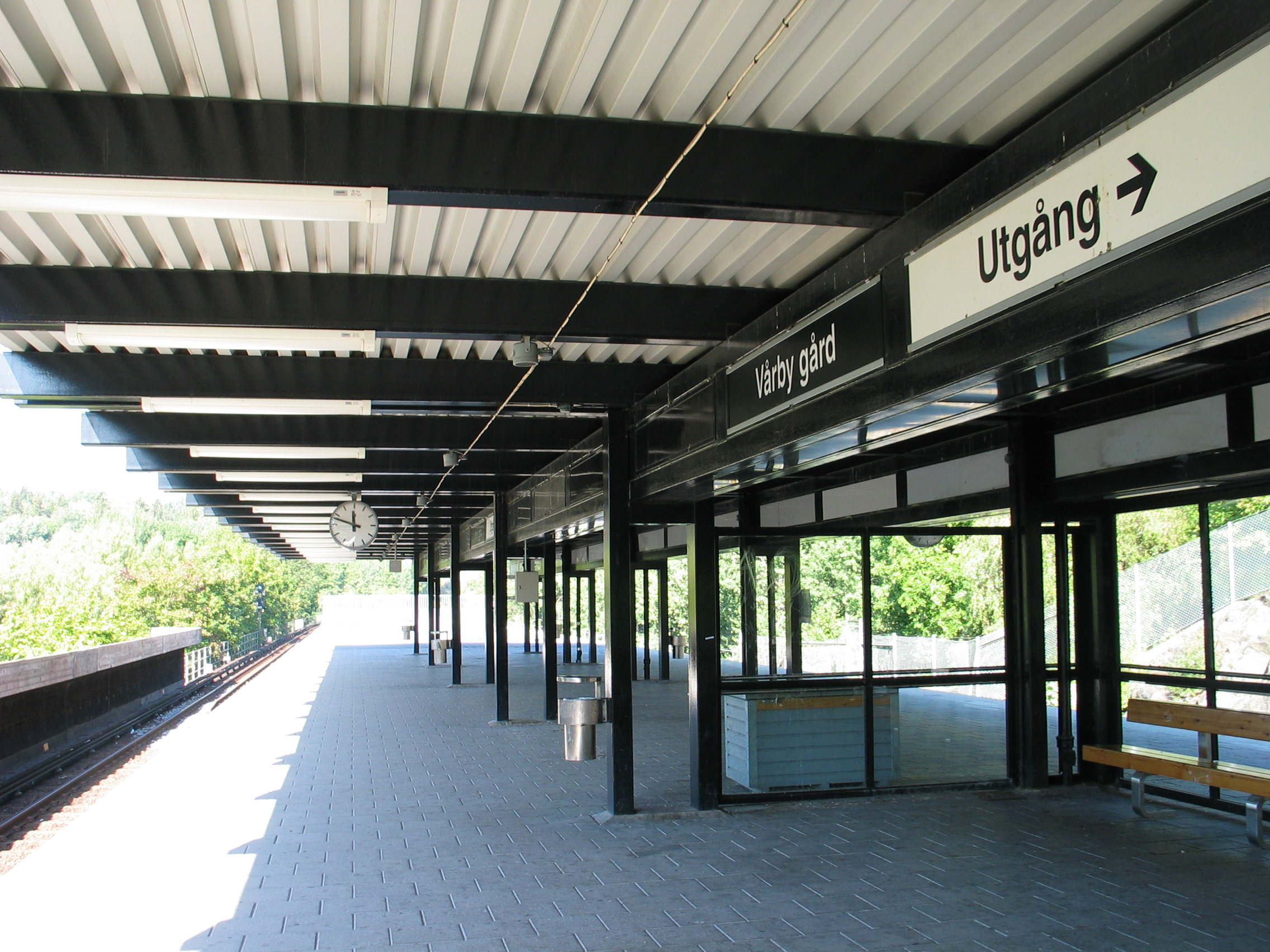
Estação de metropolitano

Vårby gård é um subúrbio de Estocolmo, situado na zona de Vårby, fazendo parte da comuna de Huddinge. Situa-se na costa oriental do lago Mälaren, fazendo fronteira com as comunas de Botkyrka e Ekerö, assim como com a cidade de Estocolmo.
Recebeu o seu nome a partir de um antigo solar, que pertenceu a Georg Henrik Jägerhorn (1747-1826). A casa senhorial, datando da década de 1720, permaneceu em bom estado até ao fim da década de 1960. Após uma longa discussão sobre o futuro do edifício, da qual resultou uma negligência sistemática, acabou por sucumbir a um incêndio no dia 5 de Maio de 1975.
Também em 1975, foi inaugurada a igreja de Vårby gård, da autoria do arquitecto Harald Thafvelin, inspirada pela cultura grega da antiguidade. Situa-se perto do Lago Malar e de uma sepultura da Era Viquingue. Nas suas salas, é possível encontrar tapeçarias da autoria de Christina Westman.
Vårby gård possui também um grupo de escoteiros, fundado em 1974, contando actualmente com cerca de 80 membros.

## Estação do metropolitano
Vårby gård alberga também uma estação do Metropolitano de Estocolmo com o seu nome. Situa-se entre as estações Vårberg e Masmo.
Foi inaugurada em 1º de outubro de 1972. A distância à estação de Slussen é de 14,2 quilómetros. Dispõe de uma plataforma ao ar livre, acessível a partir do centro do subúrbio.
A decoração artística consiste de fotomontagens de plantas exóticas, da autoria de Rolf Bergström, datando de 1999.
Actualmente, a estação acolhe cerca de 4000 passageiros por dia.